# Terminsvollmacht
Unter einer Terminsvollmacht versteht man im deutschen Zivilprozessrecht die Vollmacht, eine Prozesspartei, deren persönliches Erscheinen angeordnet war, im Termin zur mündlichen Verhandlung zu vertreten (§ 141 Abs. 3 Satz 2 ZPO). Der Vertreter muss zur Aufklärung des Tatbestandes in der Lage und zur Abgabe der gebotenen Erklärungen, insbesondere zu einem Vergleichsabschluss, ermächtigt sein. Das gilt entsprechend für die Güteverhandlung (§ 278 Abs. 3 ZPO).
Folge der wirksamen Terminsvertretung ist, dass gegen die trotz Ladung nicht erschienene Prozesspartei kein Ordnungsgeld wie gegen einen im Vernehmungstermin nicht erschienenen Zeugen festgesetzt werden kann (§ 141 Abs. 3 Satz 1, § 380 ZPO).